# Открытые технологии
Открытые технологии — российский системный интегратор, работающий на рынке информационных технологий с 1994 года. Решения ориентированы на оптимизацию ИТ-процессов крупного и среднего бизнеса и предприятий для повышения эффективности их деятельности и значительного сокращения затрат.
Головной офис находится в Москве; филиалы расположены в Екатеринбурге, Тюмени и Красноярске.

## История
- 1994—1996 — первые проекты по построению центров обработки данных у крупных корпоративных заказчиков. Партнёрство с лидерами мирового рынка аппаратного и программного обеспечения — Sun Microsystems, Cray Research, Oracle, Informix, Cabletron (Enterasys).
- 1997—2001 — открытие представительств в Перми и Тюмени. Расширение спектра направлений (корпоративные сети, ITSM, корпоративные каталоги, системы электронной почты, информационная безопасность) и круга стратегических партнёров.
- 2002—2005 — появление компании «Открытые технологии» в рейтингах[1] ведущих ИТ-компаний России. Расширение спектра предлагаемых услуг: создание подразделения по внедрению комплексных ERP-систем, практик по корпоративным порталам и по управлению учётными данными, а также подразделения по реализации заказных разработок. Дальнейшее развитие региональной сети: открытие представительств в Минске, Волгограде, Новосибирске, Сургуте, Нижнем Новгороде, Краснодаре, Воронеже, Екатеринбурге и Владивостоке.
- 2005—2006 — открытие представительств в Челябинске, Санкт Петербурге, Уфе, Казани, Иркутске. Открытие представительства в Швейцарии для работы на европейском рынке. Создание Центра компетенций для проведения комплексных испытаний технологических решений и демонстрации различных конфигураций аппаратного и программного обеспечения.
- 2007—2008 — расширение бизнеса в регионах — открытие представительств в Казахстане и Узбекистане[2].
- 2009—2010 — создание дочерней компании ОТ-ойл, специализирующейся на разработке и продаже собственных отраслевых продуктов и решений для топливно-энергетического комплекса[3]. Вступление в Ассоциацию стратегического аутсорсинга (НП «АСТРА»)[4].
- 2011 — заключение эксклюзивного партнёрского соглашения с компанией NextIO[англ.]. Вывод на рынок гибридных суперкомпьютеров нового поколения, разработанных в партнёрстве с компаниями NextIO и Nvidia[5]. Заключение партнёрского соглашения с Bright Computing и «ЦРТ Сервис»[6]. Открытие направления «Консалтинг в области оптимизации производственных и управленческих процессов компаний ТЭК» в дочерней компании «ОТ-ойл». Издание совместно с Проблемной комиссией РАМН монографии «Стратегия информатизации медицины».
- 2012 — заключение партнерского соглашения с AITO Technologies с целью продвижения на российский рынок решений по управлению клиентским опытом (CEM). Получение новой архитектурной специализации Cisco: Advanced Borderless Network Architecture Specialization; статуса Серебряного партнера Veeam Software и Premier partner компании Quest Software.
- 2013 — Заключение партнерского соглашения с New Vision Inco с целью продвижения на российский рынок технологий самообслуживания NCR. Запуск нового корпоративного сайта компании.[7] «Открытые технологии» — в числе крупнейших компаний российского ИТ-рынка согласно рейтингу ИД «Коммерсант» (16-е место) и CNews (22-е место).[8] Разработано собственное комплексное решение по обеспечению региональной безопасности — АИС КУБ.
- 2014 — получение высшего партнерского статуса компании Hewlett-Packard, Veeam Software и Cisco. Созданы собственные ИТ-разработки в военной сфере. Разработана и выведена на рынок новая услуга мониторинга информационных систем (программно-аппаратный комплекс OT-Monix).
- 2015 — согласно рейтингу ИД «Коммерсант» по итогам работы в 2014 году компания занимает в номинации «Компании российского ИТ-рынка» 19-е место, в номинации « ИТ-услуги» — 14-е место.
- 2018 — представители компании вошли в Совет по трансформации АПКИТ. «Открытые технологии» совместно с экспертами «Лаборатории Касперского» внедрили и ввели в эксплуатацию решение Kaspersky Industrial CyberSecurity на объекте «Красноярской ГЭС». Компания приняла участие в обеспечении безопасности участников Чемпионата по футболу 2018: специалисты компании реализовали проект по строительству систем безопасности на ключевом объекте — Международном вещательном центре (МВЦ) в «Крокус Экспо» в Красногорске. В ПАО «Самараэнерго» компания внедрила систему управления сбытом электроэнергии и расчетами с потребителями на базе программного продукта SAP HANA.
- 2019 — создание комплекса кабельных систем, предназначенных для организации беспроводной связи на роботизированном заводе «Черкизово». Работы по данному проекту выполнялись в рамках полной реконструкции завода по производству мясных и колбасных изделий. «Открытые технологии» создали систему контроля за чрезвычайными ситуациями для ДИТ Правительства Москвы. Задача — создание программно-технологической среды для обработки событий, происшествий и чрезвычайных ситуаций в Москве (ПТС ЧС, единая Служба 112).
- 2020 — для ПАО «Банк „ФК Открытие“» было создано частное облако на базе гиперконвергентной платформы Nutanix от Dell EMC.
- 2021 — реализация проекта первой в российской энергетике территориально-распределенной сети SD-WAN. Для организации связи между объектами энергосетевого комплекса было выбрано решение Cisco SD-WAN, для защиты каналов связи — оборудование отечественного производителя «С-Терра». Система объединила около 50 объектов, распределенных по территории Самарской области. Также «Открытые технологии» начали проект по реконструкции центров управления сетями ПАО «Россети Центр» и ПАО «Россети Центр и Приволжье». Проект заключается в модернизации автоматизированной системы оперативно-технологического управления и реконструкции диспетчерских пунктов компаний в целях перехода предприятий от трехуровневой к двухуровневой системе управления.
- 2022 — компания продемонстрировала решения для проекта ЦОД «Кавказ» в области облачной виртуализации, применяемых для предоставления заказчикам серверной инфраструктуры, инфраструктуры автоматизированных рабочих мест, платформ и программного обеспечения по облачной модели.
- 2023 — создание совместно с технологическими партнерами программно-аппаратного комплекса (ПАК) для решения задач импортозамещения систем промышленной автоматизации на значимых объектах критической информационной инфраструктуры.

## Услуги и решения
Системная интеграция
- Вычислительные платформы
- Инфраструктура хранения данных
- Корпоративные сети
- Сети операторов связи
- Корпоративные коммуникации и решения для совместной работы
- Организация офисного пространства
- Инженерная инфраструктура
- Инфраструктурное программное обеспечение
- Инфраструктура центров управления, диспетчерских и ситуационных центров
- ИТ-консалтинг отраслевых решений

Центр кибербезопасности
- Проектирование и внедрение подсистем кибербезопасности
- Подготовка к аттестации автоматизированных систем
- Консалтинг
- Моделирование атак и защита от них
- Защита инфраструктуры, офисного пространства
- Предотвращение утечек информации
- Построение и модернизация комплексных систем безопасности

Проектный офис
- Обеспечение целостности проекта и организация процессов его планирования и реализации

Сервис и аутсорсинг
- Обслуживание и техническая поддержка информационных систем и ИТ-инфраструктуры
- Аутсорсинг функций ИТ-служб
- Обслуживание инженерной инфраструктуры ЦОД и офисов
- Техническая поддержка постгарантийного оборудования
- Сопровождение миграции ИТ-систем
- Поддержка программного обеспечения с открытым исходным кодом

Центр компетенций
- Проведение комплексных испытаний новых технологических решений
- Подготовка и демонстрация пилотных решений задач заказчиков
- Моделирование рабочих сценариев
- Тестирование технических решений и определение «узких мест»
- Проверка гипотез возникновения сбоев
- Демонстрация вариантов модернизации инфраструктуры
- Тестирование отечественных продуктов и технологий
- Формирование сравнительных оценок с аналогами мировых производителей
- Заключения по применимости отечественных продуктов для тех или иных задач

Разработка программного обеспечения
- Собственные разработки на базе машинного обучения

## Партнёры
- APC by Schneider Electric
- Astra Linux
- Avaya
- Bitblaze
- Check Point
- Cisco
- Citrix
- Commvault
- CyberArk
- Dell Technologies
- DEPO Computers
- ENTEL
- Fortinet
- Fujitsu
- Hitachi Vantara
- Hewlett Packard Enterprise
- Huawei
- H3C
- IBM
- InfoWatch
- Inspur
- iRU
- Juniper Networks
- Lenovo
- Macroscop
- Microsoft
- NetApp
- Nokia
- Nvidia
- Oracle
- Poly
- Positive Technologies
- Postres Pro
- Raidix
- Pure Storage
- QTECH
- Red Hat
- RuBackup
- Supermicro
- Terrasoft
- TrueConf
- UserGate
- Veeam
- Veritas
- Vinteo
- Violin Systems
- VMware
- Yadro
- Acronis
- Аэродиск
- Базальт СПО (Альт Линукс)
- Булат
- Вайбос
- Гравитон
- Инфолэнд
- ИнфоТеКС
- Код безопасности
- Лаборатория Касперского
- Монитор Электрик
- НИИ «Масштаб»
- Новые Облачные Технологии (Мой Офис)
- Норси-транс
- НТЦ ИТ Роса
- Р7-Офис
- Скала-Р
- Тионикс
- Элтекс

## Проекты
- «Безопасный город» (Уфа[9], Самара[10], Ярославль, Тольятти, Коми, Северная Осетия[11][12]) — построение интеллектуальной системы региональной безопасности, основанной на системе видеонаблюдения, в сотрудничестве со специалистами "Ростех".[13]
- Генеральная прокуратура Российской Федерации — создание центра обработки данных, создание второй очереди информационной системы надзора за исполнением законов, выполнение опытно-конструкторских работ по созданию автоматизированной системы формирования сводного плана проведения плановых проверок и согласования внеплановых проверок.
- ГУП РСО-Алания «Безопасность» — проектирование «Безопасной республики» в Северной Осетии, создание комплексной система коллективной безопасности, автоматизирующей процессы выявления, предупреждения и оперативного устранения различных угроз интересам республики и её жителям. Данная система стала технологической платформой для республиканских проектов в сфере информатизации. Основными пользователями «Безопасной республики» являются представители силовых структур и МЧС Северной Осетии.
- Московская городская Дума — техническая поддержка автоматизированной информационной системы[14].
- ОАО «Башкирский регистр социальных карт» — построение системы защиты персональных данных.
- Медицинский центр Банка России — построение системы видеоконференцсвязи и видеотрансляций из операционных.
- ПАО «Вымпел-Коммуникации» — создание системы GSM-позиционирования, на основе которой «Билайн» Бизнес запустил для своих корпоративных клиентов услугу «Поиск»[15][16].
- X5 Retail Group и ГК «Детский мир» — ИТ-поддержка открытия магазинов.
- Создание и внедрение гибридного суперкомпьютера[17] для КГПУ им. Астафьева
- Институт математики и механики Уральского отделения РАН — создание и последующая модернизация суперкомпьютера «УРАН» (занимал 5-6 место в рейтинге суперкомпьютеров России и СНГ — ТОП50 в 2012—2013 годах[18][19]).
- ПАО «Самараэнерго» — внедрение автоматизированной системы управления сбытом электроэнергии и расчетами с потребителями на базе ПО SAP for Utilities.
- ОАО «Башинформсвязь» — создание коммерческого центра обработки данных.
- Департамент информационных технологий г. Москвы — внедрение системы мониторинга информационных систем, задействованных в предоставлении госуслуг в электронном виде.
- ЗАО НПО «Тяжпромарматура» — внедрение автоматизированной системы управления безопасной работой гидравлического пресса на Суходольском заводе специального тяжелого машиностроения.
- ПАО «Самараэнерго» — развертывание первой в российской энергетике территориально-распределенной сети SD-WAN.
- ПАО «Россети Центр» и ПАО «Россети Центр и Приволжье» — программа реконструкции центров управления сетями.
- ОАО «Янтарьэнерго» — создание единой системы оперативно-технологического управления с модернизацией диспетчерских пунктов.
- ПАО Банк «ФК Открытие» — внедрение гиперконвергентной платформы Dell EMC Nutanix для частного облака.
- ПАО «ВТБ» — создание единого корпоративного хранилища данных.
- ПАО «Сбербанк» — создание зонтичной системы мониторинга (ЕЗСМ).
- ДИТ Правительства Москвы — создание системы контроля за чрезвычайными ситуациями.
- Ямало-Ненецкий многофункциональный центр — создание системы контроля за чрезвычайными ситуациями.
- АО «Гознак» — создание системы контроля за обращением алкогольной и табачной продукции с использованием акцизных марок.
- Радиочастотный центр Сибирского федерального округа — создание корпоративной сети передачи данных, модернизация ИТ-инфраструктуры, внедрение системы мониторинга.
- ПАО «Ростелеком» — мультисервисная сеть передачи данных в Сочи.
- ОАО «ТНК-ВР Холдинг» — создание системы учёта имущества.
- ОАО «ТНК-ВР Холдинг» — создание системы автоматизации и стандартизации учёта и планирования геолого-технических мероприятий.
- ООО «РН-КрасноярскНИПИнефть» — построение высокопроизводительного вычислительного кластера.
- ЦИТ Красноярского края — строительство инфраструктуры в рамках проведения Универсиады-2019.
- Чемпионат мира по футболу-2018 — выстроить систему безопасности в Международном вещательном центре.
- АО «Военторг» — ввод в эксплуатацию и сопровождение ИТ-инфраструктуры розничной торговой сети.
- Азбука вкуса — комплексная поддержка ПО и приложений.
- Группа «Черкизово» — создание комплекса кабельных систем, предназначенного для организации беспроводной связи на роботизированном заводе по производству сырокопченых колбас под Каширой.
- ФГАО ПО «Уральский федеральный университет имени первого Президента России Б. Н. Ельцина» — создание вычислительного кластера для задач глубокого обучения при разработке систем искусственного интеллекта.
- Уральский федеральный университет — создание гибридного суперкомпьютера.

## Сертификаты и лицензии
Компания имеет лицензии и сертификаты ФСБ России, ФСТЭК России, МЧС России, Роскосмоса, Минпромторга, Роспотребнадзор. 
Компания является членом:
- ассоциации предприятий компьютерных и информационных технологий «АПКИТ»;
- межрегионального отраслевого объединения работодателей «Союз проектировщиков инфокоммуникационных объектов „ПроектСвязьТелеком“»;
- союза строителей объектов связи и информационных технологий «СтройСвязьТелеком».

## Интересные факты
- Супервычислитель «Уран», созданный в 2011 году совместными усилиями компании «Открытые технологии» и Hewlett-Packard в Институте математики и механики Уральского отделения РАН, в марте 2012 года занимал 5-е место в рейтинге «Топ 50 российских суперкомпьютеров»[18].
- Заключение первого в России договора с Cray и продажа одного из самых мощных суперкомпьютеров Cray Superserver 6400 АО «МММ-инвест».
- Проект модернизации суперкомпьютера в Межведомственном суперкомпьютерном центре РАН, выполненный «Открытыми технологиями» в 2008 году, принёс компании победу в конкурсе «Лучшие 10 ИТ-проектов для госсектора», организованном издательской группой Comnews при поддержке Министерства связи и массовых коммуникаций РФ.
- «Открытые технологии» совместно с РАМН выпустила монографию «Стратегия информатизации медицины». В книге подробно рассказывается, как, в каких направлениях и с какими целями необходимо внедрять современные информационные технологии и системы в медицину, что необходимо сделать для существенного повышения качества диагностики, лечения и реабилитации пациентов, как можно расширить спектр решаемых медициной задач[20].
- Компания «Открытые технологии» основана С. В. Калиным, который в начале 1980-х годов занимался разработкой советского суперкомпьютера «Эльбрус 2».
- В июле 2015 года «Открытые технологии» совместно с производителем серверного оборудования «Рикор» провели комплексные испытания аппаратного решения на базе российского ARM-сервера EcoServer R314 с широким спектром открытого ПО для обработки данных.[21]
- В 2021 году «Открытые технологии» завершили первый в российской энергетике проект программно-определяемых сетей SD-WAN для ПАО «Самараэнерго».
- В 2022 году компания провела демонстрацию облачных технических решений для проекта ЦОД «Кавказ», построенных полностью на оборудовании и программном обеспечении российского производства.